# 第1戦略通信航空団 (アメリカ軍)
第1戦略通信航空団（だい1せんりゃくつうしんこうくうだん、英: Strategic Communications Wing One）は、アメリカ海軍の弾道ミサイル潜水艦やアメリカ空軍の爆撃機等との通信を担当する部隊の一つ。オクラホマ州ティンカー空軍基地に所在するアメリカ海軍の航空部隊であり、アメリカ戦略軍の指揮を受ける。E-6Bを運用し、核戦争時の通信中継(TACAMO)に加え、指揮機能の確保の任に当たる。
元々、E-6は、太平洋方面の第3艦隊偵察飛行隊(Fleet Air Reconnaissance Squadron 3,VQ-3)および大西洋方面の第4艦隊偵察飛行隊(Fleet Air Reconnaissance Squadron 4,VQ-4)に配備され、潜水艦通信向けの通信中継機として空中待機任務に就いていた。冷戦終結後の1992年5月に、戦略軍の創設に向け、両飛行隊を傘下に収める第1戦略通信航空団が編成され、両飛行隊は順次ティンカー空軍基地に移動した。使用機材がE-6Aから空中指揮機(コマンドポスト)の任務用通信機材が付与されたE-6Bに改良されたことに伴い、空軍等の核兵器部隊への指揮・通信も可能となっている。1999年11月には訓練部隊として第7艦隊偵察飛行隊(VQ-7)が編成され、空軍所有のEC-18を用いて訓練を行っている。